# Jamestown (Kentucky)
Jamestown es una ciudad ubicada en el condado de Russell en el estado estadounidense de Kentucky. En el Censo de 2010 tenía una población de 1794 habitantes y una densidad poblacional de 230,28 personas por km².

## Geografía
Jamestown se encuentra ubicada en las coordenadas 36°59′40″N 85°4′7″O / 36.99444, -85.06861. Según la Oficina del Censo de los Estados Unidos, Jamestown tiene una superficie total de 7.79 km², de la cual 7.78 km² corresponden a tierra firme y (0.2%) 0.02 km² es agua.

## Demografía
Según el censo de 2010, había 1794 personas residiendo en Jamestown. La densidad de población era de 230,28 hab./km². De los 1794 habitantes, Jamestown estaba compuesto por el 94.7% blancos, el 2.06% eran afroamericanos, el 0.5% eran amerindios, el 0.61% eran asiáticos, el 0% eran isleños del Pacífico, el 1.17% eran de otras razas y el 0.95% pertenecían a dos o más razas. Del total de la población el 3.51% eran hispanos o latinos de cualquier raza.